# Marcovefa
Marcovefa (latinsky Marcoveifa) (? – 567 Paříž) byla milenka a později franská královna krále Chariberta I.
Byla to dcera česače vlny, který sloužil královně Ingoberze, první a legitimní manželce krále Chariberta I. Podle Řehoře z Tours, byla Marcovefa jeptiškou a spolu se svou sestrou Merofledou se stala milenkou krále (pravděpodobně někdy kolem roku 565). Královna Ingoberga královu nevěru nesnášela, což vyvolalo skandál, který vyústil v rozvod krále s Ingobergou.
Původně se předpokládalo, že po zapuzení Ingobergy se král oženil s oběma sestrami, na což církev reagovala exkomunikací krále. Nyní se předpokládá, že se s oběma sestrami oženil postupně. Exkomunikaci patrně způsobila skutečnost, že Marcovefa byla jeptiškou. Podle Řehoře z Tours brzy po vyhlášení exkomunikace v roce 567 Marcovefa zemřela. Král se poté oženil s Theudechildou, ale záhy na konci roku 567 zemřel.
Předpokládá se, že Marcovefa mohla být matkou merovejské princezny Clothildy, která se podílela se svou sestřenicí Basinou, dcerou Chilpericha I., na vzpouře jeptišek v roce 589 v klášteře Saint-Croix v Poitiers.